# Trzcińsko
Trzcińsko (niem. Rohrlach dawniej Różniewo) – wieś w Polsce położona w województwie dolnośląskim, w powiecie karkonoskim, w gminie Janowice Wielkie, na pograniczu Rudaw Janowickich i Kotliny Jeleniogórskiej w Sudetach Zachodnich. W latach 1975–1998 miejscowość administracyjnie należała do województwa jeleniogórskiego.

## Historia
Po raz pierwszy wymieniana w dokumentach z XV w. Jak wiele okolicznych wsi, przez wieki przechodziła z rąk do rąk różnych rodów rycerskich, początkowo związanych z zamkiem Bolczów nad Janowicami Wielkimi.
Specyfiką Trzcińska było wydobywanie torfu w XIX w. z pobliskich Trzcińskich Mokradeł - dziś projektowanego rezerwatu przyrody. Specyfiką dzisiejszego Trzcińska są szkoły wspinaczki, bazujące na unikatowych walorach Sokolich Gór.
W roku 1867 przez Trzcińsko poprowadzono tory kolejowe do Jeleniej Góry. Uczyniło to z wioski popularną miejscowość turystyczną. Około 1 km w kierunku Jeleniej Góry za stacją w Trzcińsku tory kolejowe przebiegają pod górą Tunelową (440 m n.p.m.) przez prawie 300-metrowy tunel, który zbudowano w 1865 roku. Był to pierwszy tego typu obiekt na Śląsku.

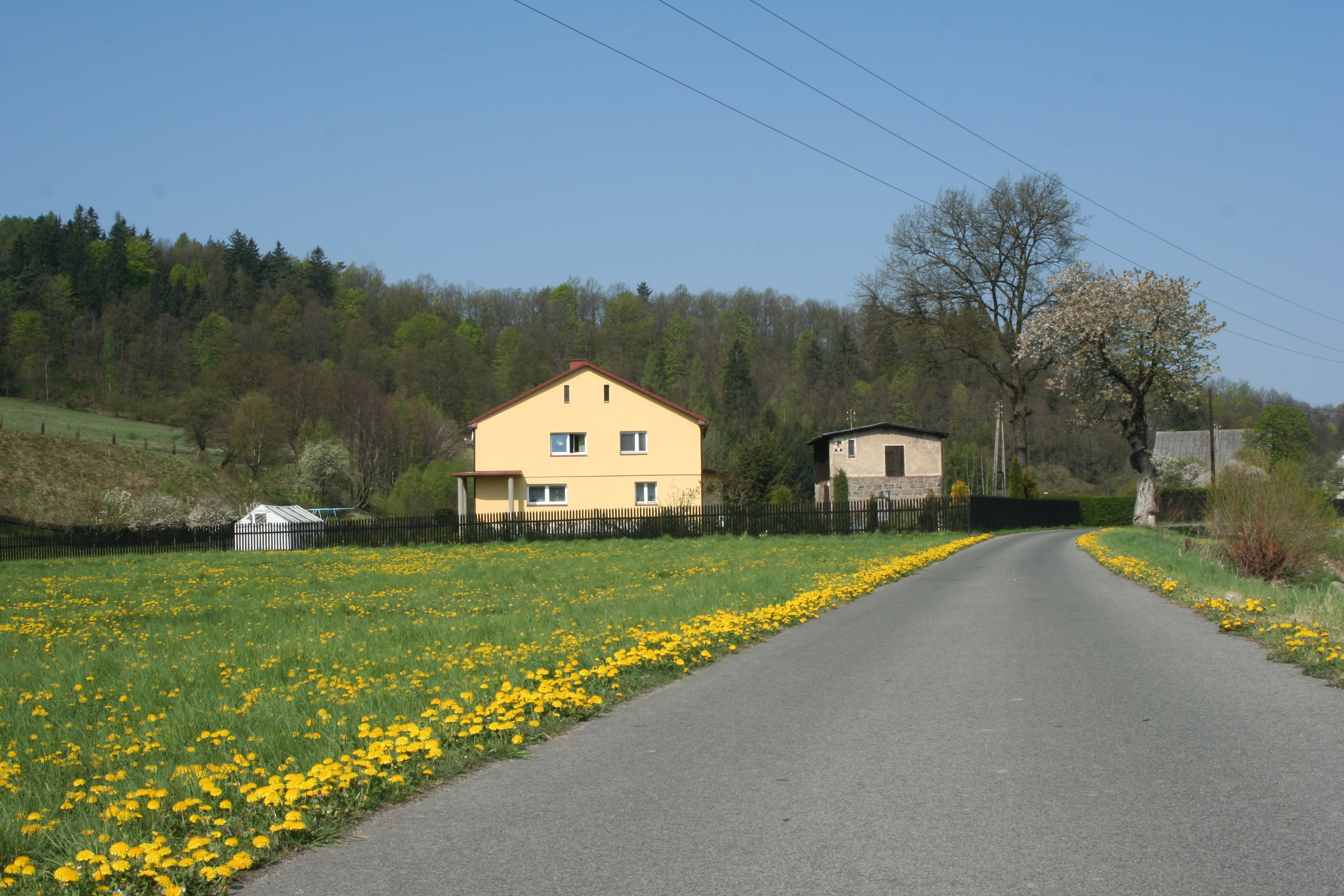
Trzcińsko fragment położony po lewej stronie Bobru.
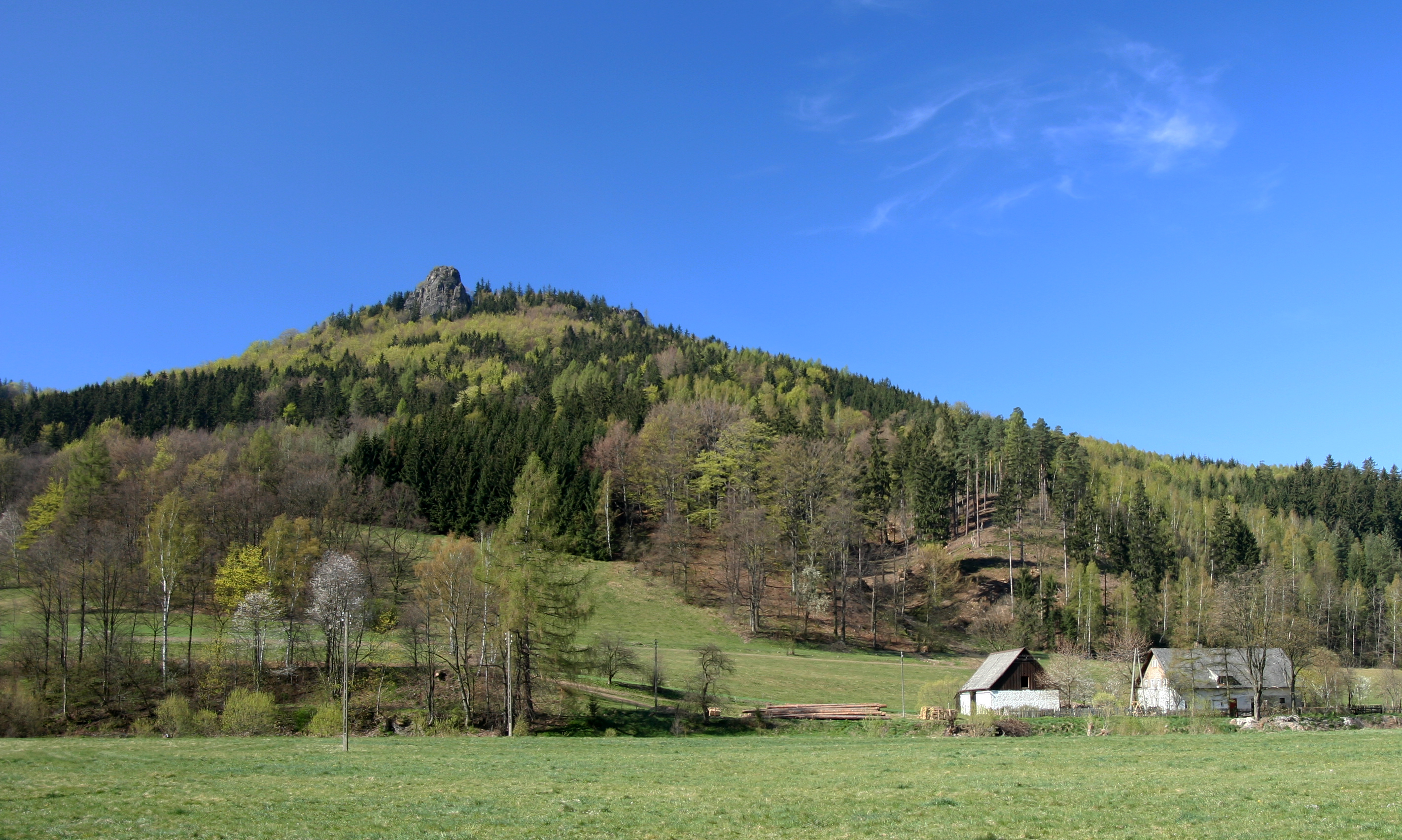
Widok góry Sokolik od strony Trzcińska.
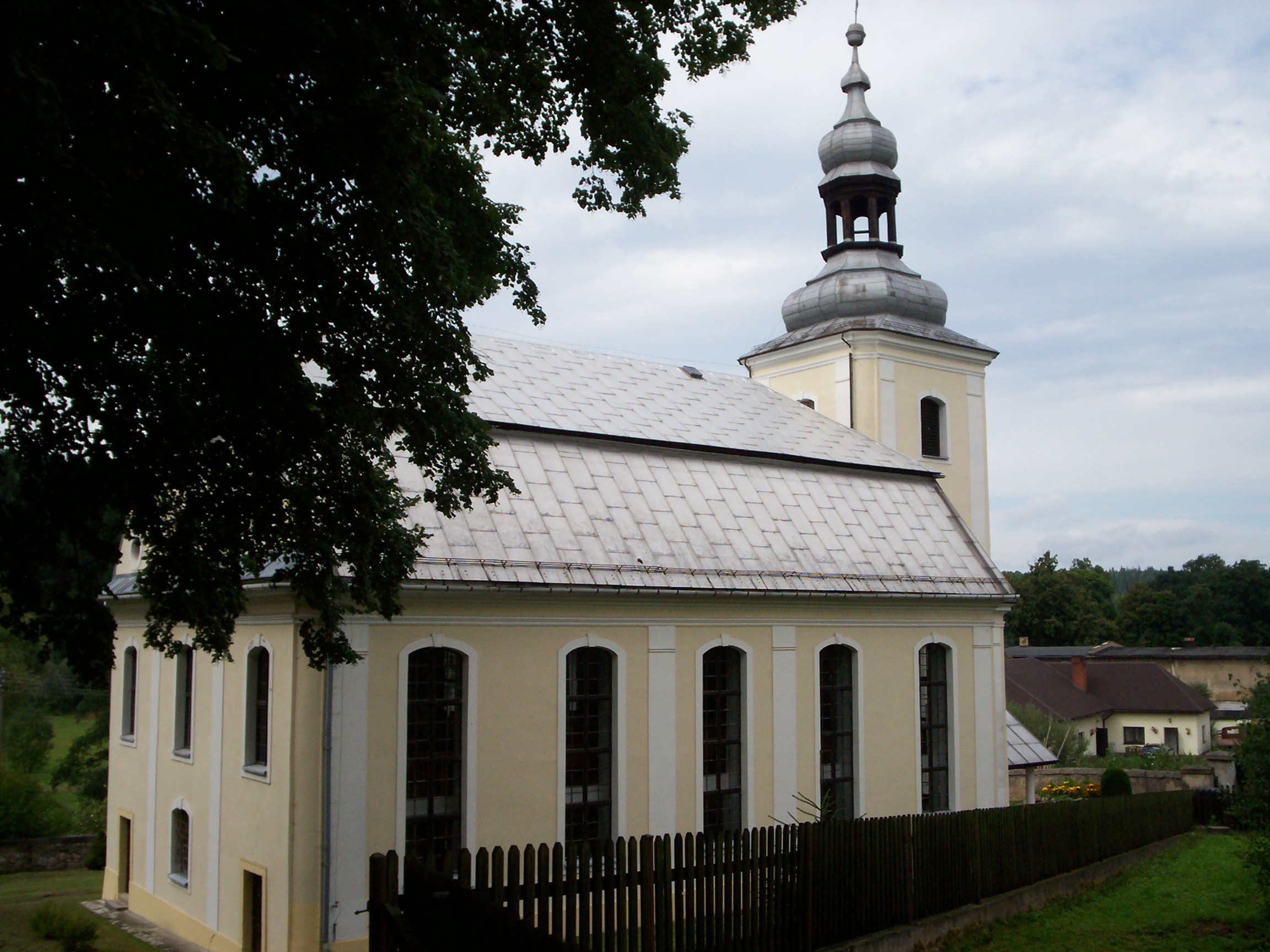
Kościół pw. Matki Bożej Częstochowskiej w Trzcińsku.
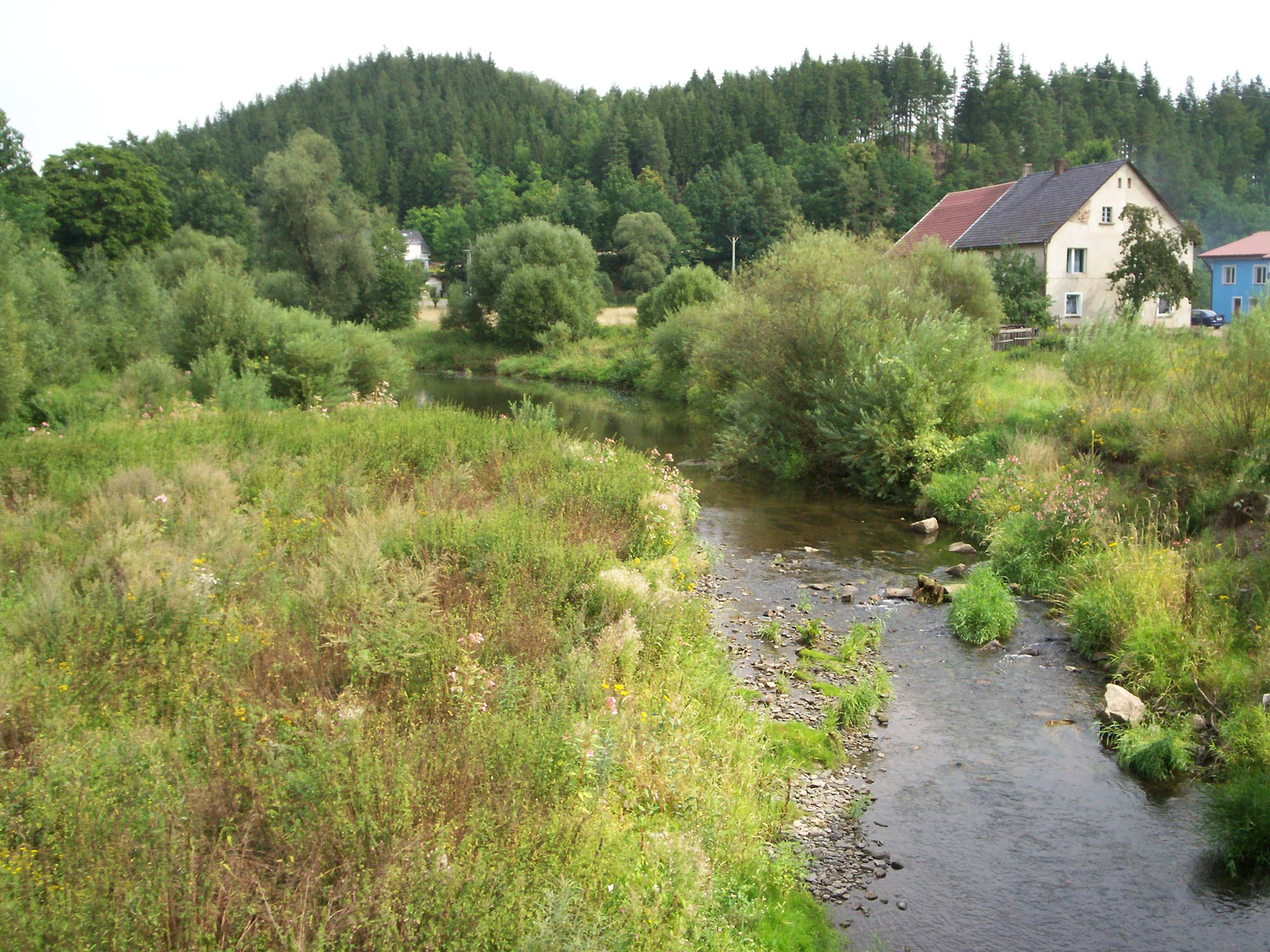
Rzeka Bóbr w Trzcińsku.

## Karl Baedeker
Podaje się, iż najsłynniejszym mieszkańcem Trzcińska był Karl Baedeker (1801–1859), który w pierwszej połowy XIX w. wybudował zespół pałacowy. Faktem jest, że w pałacu tym rzeczywiście mieszkał człowiek o tym samym imieniu i nazwisku. Był to jednak bratanek autora słynnych przewodników turystycznych. To od jego nazwiska do dziś określa się je bedekerami. Pierwszy prawdziwy bedeker opisywał Ren i wydany został w roku 1828. Wydawnictwo a działa do dziś w Hamburgu i Stuttgarcie. Pałac Baedekera nie zachował się, pozostało jedynie kilka starych drzew i zabudowania gospodarcze w środkowej części wsi.

## Toponimia
- Rorlach (1400)
- Robach (XV wiek)
- Ruhrlach (1726)
- Rohrlach (1785)
- Rożniewo (1945)
- Trzcińsko (1946)

## Zabytki
Wyróżniającym się zabytkiem Trzcińska jest poewangelicki kościół Matki Boskiej Częstochowskiej z roku 1799. Interesujące jest także otoczenie pałacyku z XIX w., w którym mieści się przedszkole. Pałacyk otacza kilkuhektarowy park ze starodrzewem i stawami. Ponad drogą do Janowic znajduje się drewniany dom letniskowy z przełomu XIX i XX wieku.
Do wojewódzkiego rejestru zabytków wpisane są obiekty:
- dawny kościół ewangelicki, obecnie rzymskokatolicki pw. Matki Boskiej Częstochowskiej, z końca XVIII-XIX w.
- cmentarz przykościelny
- park, z drugiej połowy XIX w.